# Markus Rössle
Markus Rössle (* 25. Februar 1957 in Schwaben) ist ein deutscher Fotograf.

## Leben
Rössle wurde als der älteste von fünf Brüdern geboren. Zwischen 1979 und 1984 studierte er Physik und Philosophie an der Universität Tübingen sowie Fotografie an der FH Darmstadt. Seit dem Studium ist er als freier Fotograf tätig. Sein Bruder Ekkehard Rössle ist als Musiker tätig.
Markus Rössle lebt und arbeitet in Stuttgart, Berlin und Wien.

## Ausstellungen (Auswahl)

### Einzelausstellungen
- beinahe wir (Markus Rössle, Peter Ahorner), Kunstraum am Schauplatz (Wien) 2023[1]
- Irrlicht, Galerie Exposition/Jennersdorf, 2022[2]
- Wo Kunst entsteht[3], Landesmuseum Niederösterreich in St. Pölten, 2014[4]
- Werk(stätt)en, Schloss Grafenegg, 2012
- POPUP195, Berlin, 2009

### Gruppenausstellungen
- „SHOW OFF“, MAK/Wien, 2020[5]
- „The Polaroid Project“, Wien / Berlin / Hamburg / New York / Montreal / Singapore et al., 2019/2020
- AK in Zusammenarbeit mit C. Luser, Gugging, Wien, 2014/2015[6]
- „à table“, Waidhofen, 2014[7]
- „Zeit-Zeugen“, Künstlerhaus Wien / Budapest / Krakau, 2013
- „Wirtshauskultur“, Wienmuseum/Wien, 2010
- „Barbie“, Kunst+Design Museum, Hamburg
- Kunsthalle Wien, Römerquellenaward; 2008 Preis für Modefotografie
- Banner, Linz 1998
- „Das große Bild“ Fotoforum Frankfurt / Frankfurt, 1985
- Photokina Bilderschauen 1984, 1986, 1987, 1989

## Preise und Auszeichnungen
- Joseph Binder Award 2012, mit der Agentur 3007[8]
- Römerquellenaward 2008[9]
- Walter Koschatzky Preis, 2. Platz, 2000
- Klimt-Plakatpreis, DMB, 1997

## Sammlungen
- Polaroid Collection / Westlicht[10]
- Sammlung Cserni[11]
- Sammlung des Landes Niederösterreich
- Sammlung Henkel

## Publikationen
- Mahler Konzertreihe/Festival 3007, 2007
- Urs Widmer, Peter Bichsel, Yvette Z'Graggen, Ingrid Noll, Andrzej Szczypiorski, Jakob Arjouni, Leon de Winter, Viktorija Tokarjewa, Hugo Loetscher, Sibylle Mulot und Matthias Matussek: Der neue Candide: zwölf Geschichten von zwölf Autorinnen und Autoren. Hrsg.: Zürich-Versicherungsgesellschaft. 2010, OCLC 1185019626.[12]
- Land Niederösterreich (Hrsg.): Wo Kunst entsteht. Art Starts Here – Werk(stätt)en in Niederösterreich / Work (Spaces) in Lower Austria. Residenz, 2014, ISBN 978-3-7017-3357-6 (englisch, 335 S.).[13]
- Land Niederösterreich (Hrsg.): Weil Kunst entsteht: Wirk(stätt)en in Niederösterreich. Band 2 und Band 3. Residenz, 2014, ISBN 978-3-7017-3349-1 (je 416 S.).[14]
- Barbara Vörös: Drück mich! Kinderbuch. Bibliothek der Provinz, 2019, ISBN 978-3-99028-778-1 (40 S.).[15]